# Nagold
Nagold est une ville de Bade-Wurtemberg (Allemagne), située dans l'arrondissement de Calw, dans l'aire urbaine Nordschwarzwald, dans le district de Karlsruhe.
Cette ville ne doit pas être confondue avec la rivière Nagold.

## Personnalités liées
- Adolf Häfele, fondateur de la société Häfele, dont le siège se situe toujours à Nagold
- Siegfried Koesler (1937-2012), musicien d'église allemand

## Jumelage de villes
- Longwy (France) depuis 1967
- Jesenice (Slovénie) depuis 1994